# I Was Born to Love You
«I Was Born to Love You» (укр. «Я народився, щоб любити тебе») — пісня 1985 року Фредді Мерк'юрі, яка вийшла як сингл і увійшла до альбому «Mr. Bad Guy». Після смерті Мерк'юрі, гурт «Queen» переробив цю пісню для свого альбому «Made in Heaven» 1995 року. Кожен учасник гурту вніс свої інструментальні партії, що змінило оригінальну композицію, перетворивши її з диско-пісні на рок-пісню.
Пісню вперше виконали наживо в рамках проєкту «Queen + Пол Роджерс» під час концерту в Японії у 2005 році. Браян Мей та Роджер Тейлор виконали пісню акустично. Цю пісню також виконали під час проєкту «Queen + Адам Ламберт» на концертах в Південній Кореї та Японії, тоді її вперше зіграли повністю.
Версія пісні для альбому «Queen» «Made In Heaven» також включає зразки вокалу Мерк'юрі «ad-lib», взяті з пісні «A Kind of Magic» з однойменного альбому 1986 року та з пісні «Living on My Own» з його альбому «Mr. Bad Guy».

## Музичне відео
Відео до оригінальної версії пісні Фредді Мерк'юрі було створено Девідом Меллетом і знято на недавно зруйнованій студії «Limehouse» в Лондоні. Відео поставив хореограф Арлен Філліпс і воно зображує, як Фредді співає перед дзеркальною стіною, потім біжить по дому з невідомою жінкою (Деббі Еш), а потім танцює на подіумі.
Відео для версії альбому «Made in Heaven» було створено Річардом Хеслопом для Британського інституту кінематографії і було включено до відеозбірки «Made In Heaven: The Films». У цьому монохромному відео показано мешканців багатоквартирного будинку, де: пари цілуються, діти грають, а підлітки крадуть і знищують автомобіль. У відео використано аудіо з вінилового видання. Відео включено до збірки «Queen» «Jewels» і DVD «Greatest Karaoke Hits» 2004 року. 
У японському релізі документального фільму «Days Of Our Lives» («Дні нашого життя») представлено мікс з кадрами з оригінального сольного відеоролика Мерк'юрі та кадрами виконання «Queen» на стадіоні «Уемблі» в суботу 12 липня 1986 року пісень «One Vision», «A Kind of Magic» і «Now I'm Here», а також сольного відео Мерк'юрі з піснею «Living on My Own».

## Використання пісні
Пісня була представлена в численних телевізійних рекламних відеороликах, переважно в Японії. Оригінальна версія пісні, яку записав Фредді Мерк'юрі, була представлена в телевізійній рекламі японської косметичної компанії Noevia в середині 1980-х років. Версія пісні для «Queen» вийшла як сингл суто для Японії в лютому 1996 року, тому що пісня була використана в телевізійній рекламі для Kirin Ichiban Shibori, одного з найпродаваніших лікерів країни, створеного компанією Kirin Brewery Company. Сингл став їх першою піснею, яка потрапила в японський чарт з часів пісні «Teo Torriatte (Let Us Cling Together)», що вийшла у 1977 році.
У 2004 році версію пісні для «Queen» було використано як тему для успішного японського драматичного телесеріалу «Pride», в яких використовувалися пісні гурту. В головних ролях грали Такуйя Кімура і Юко Такеучі, його транслювала телевізійна мережа Fuji Television. Завдяки збірці пісень «Queen» «Jewels», що вийшла тільки в Японії, яка містила «I Was Born to Love You» — пісня знову потрапила до японського чарту.
Кавер-версію цієї пісні, засновану на версії для «Queen», представлено в четвертому рівні відеоігри Nintendo DS Elite Beat Agents.
Співачка Ханна Джонс зробила євроденс-кавер-версію для лейблу Almighty Records.
Кавер-версія пісні у стилі євроденс виконав гурт хлопчиків «Worlds Apart».
Цю пісню виконали в епізоді 29 ігрового телесеріалу «Pretty Guardian Sailor Moon» під час змагальної гри у волейбол в спортзалі.
Цю пісню також випустив в Японії рокер Andrew W.K. в лютому 2011 року.

## Учасники запису
Оригінальна версія
- Фредді Мерк'юрі — головний вокал, піаніно, синтезатор
- Фред Мендель — піаніно, синтезатор, гітара
- Пол Вінсент — соло-гітара
- Курт Кресс — ударні
- Стівен Вісснет — бас-гітара, Fairlight CMI
- Райнгольд Мак — Fairlight CMI

Версія для Queen
- Фредді Мерк'юрі — головний вокал, бек-вокал, піаніно, клавішні
- Браян Мей — електрогітара, клавішні
- Роджер Тейлор — ударні, перкусія
- Джон Дікон — бас-гітара

## Чарти
Версія Фредді Мерк'юрі
| Країна          | Позиція (1985) |
| --------------- | -------------- |
| Німеччина       | 10             |
| Велика Британія | 11             |
| Австрія         | 20             |
| Швейцарія       | 24             |
| Японія          | 55             |
| Південна Африка | 4              |
| США             | 76             |
| Країна          | Позиція (2016) |
| Польща          | 69             |

Версія Queen
| Рік  | Країна          | Позиція |
| ---- | --------------- | ------- |
| 1996 | Японія (Oricon) | 45      |
| 2004 | Японія (Oricon) | 1       |

| Чарт (2018)            | Позиція |
| ---------------------- | ------- |
| Японія (Japan Hot 100) | 63      |